# Єнс Торнстра
Єнс Торнстра (нід. Jens Toornstra, нар. 4 квітня 1989, Лейдердорп, Нідерланди) — нідерландський футболіст, півзахисник клубу «Феєнорд» та національної збірної Нідерландів.
Володар Кубка Нідерландів, чемпіон Нідерландів. 

## Клубна кар'єра
У дорослому футболі дебютував 2009 року виступами за команду клубу «АДО Ден Гаг», в якій провів чотири сезони, взявши участь у 104 матчах чемпіонату.  Більшість часу, проведеного у складі «АДО Ден Гаг», був основним гравцем команди.
Своєю грою за цю команду привернув увагу представників тренерського штабу клубу «Утрехт», до складу якого приєднався 2013 року. Відіграв за команду з Утрехта наступний сезон своєї ігрової кар'єри. Граючи у складі «Утрехта» також здебільшого виходив на поле в основному складі команди. У складі «Утрехта» був одним з головних бомбардирів команди, маючи середню результативність на рівні 0,4 голу за гру першості.
До складу клубу «Феєнорд» приєднався 2014 року. Відтоді встиг стати чемпіоном та володарем кубка Нідерландів.

## Виступи за збірні
Протягом 2011–2013 років залучався до складу молодіжної збірної Нідерландів. На молодіжному рівні зіграв у 2 офіційних матчах, забив 1 гол.
2013 року дебютував у складі національної збірної Нідерландів у товариському матчі проти Індонезії.

## Статистика виступів
Станом на 16 квітня 2017.
| Клуб              | Сезон             | Ліга  | Ліга | Кубок | Кубок | Єврокубки | Єврокубки | Усього | Усього |
| Клуб              | Сезон             | Матчі | Голи | Матчі | Голи  | Матчі     | Голи      | Матчі  | Голи   |
| ----------------- | ----------------- | ----- | ---- | ----- | ----- | --------- | --------- | ------ | ------ |
| «АДО Ден Гаг»     | 2009–10           | 18    | 0    | 0     | 0     | –         | –         | 18     | 0      |
| «АДО Ден Гаг»     | 2010–11           | 34    | 3    | 2     | 0     | –         | –         | 36     | 3      |
| «АДО Ден Гаг»     | 2011–12           | 32    | 3    | 2     | 1     | 4         | 1         | 38     | 5      |
| «АДО Ден Гаг»     | 2012–13           | 21    | 5    | 2     | 1     | –         | –         | 23     | 6      |
| «АДО Ден Гаг»     | Усього            | 105   | 11   | 6     | 2     | 4         | 1         | 115    | 14     |
| «Утрехт»          | 2012–13           | 12    | 5    | 0     | 0     | –         | –         | 12     | 5      |
| «Утрехт»          | 2013–14           | 34    | 12   | 4     | 3     | 2         | 0         | 40     | 15     |
| «Утрехт»          | 2014–15           | 2     | 1    | 0     | 0     | –         | –         | 2      | 1      |
| «Утрехт»          | Усього            | 48    | 18   | 4     | 3     | 2         | 0         | 54     | 21     |
| «Феєнорд»         | 2014–15           | 29    | 7    | 1     | 0     | 8         | 3         | 38     | 10     |
| «Феєнорд»         | 2015–16           | 21    | 2    | 3     | 0     | 0         | 0         | 24     | 2      |
| «Феєнорд»         | 2016–17           | 31    | 14   | 3     | 1     | 6         | 0         | 40     | 15     |
| «Феєнорд»         | Усього            | 81    | 23   | 7     | 1     | 14        | 3         | 102    | 27     |
| Усього за кар'єру | Усього за кар'єру | 232   | 53   | 17    | 6     | 20        | 4         | 271    | 62     |

## Титули і досягнення
- Чемпіон Нідерландів (1):

«Феєнорд»: 2016-17
- Володар Кубка Нідерландів (2):

«Феєнорд»: 2015-16, 2017-18
- Володар Суперкубка Нідерландів (2):

«Феєнорд»: 2017, 2018